# 服部杏奈
服部 杏奈（はっとり あんな、1994年12月20日 - ）は、日本の女優。いて座、身長157cm。元ニチエンプロダクション所属で、現在はPacific Company（パシフィックカンパニー）に所属。大学で学ぶ傍ら、ジャズを中心にライブ活動なども行う。

## 人物
- 特技は手話、ジャズダンス、耳を動かすこと、大声で歌うこと。
- 趣味はイラストと読書。

## 出演作品

### ドラマ

#### 単発ドラマ
- 水曜プレミア『刹那に似てせつなく』（2005年3月16日、TBS） - 道田ゆみの幼少時代 役
- 先生はエライっ!（2008年4月12日、日本テレビ） - 生徒 役

#### 連続ドラマ
- セクシーボイスアンドロボ（2007年4月10日 - 6月19日、日本テレビ） - 生徒 役
- 受験の神様（2007年7月14日 - 9月22日、日本テレビ） - 圭子 役

### 舞台
2004年
- 『ユー・ガット・ア・フレンズ』 - れみ 役

2005年
- 『かぐやの浦島モモタロウ』 - 座長 役

2006年
- 『アニー』 - アニー 役

2007年
- 『少年陰陽師＜歌絵巻＞―この少年、晴明の後継につき―』 - もっくん 役

2010年
- 『ミュージカル ミンキーモモ 鏡の中のプリンセス』 - 小鳥のルピル 役

2011年
- 『ミュージカル　オオカミ王ロボ〜シートン動物記より〜』 - ワタオオウサギのモリー 役

2013年
- 『ミュージカル　新オオカミ王ロボ〜シートン動物記より〜』 - ワタオオウサギのモリー 役

2014年
- 『きかんしゃトーマス ファミリーミュージカル「ソドー島のたからもの」』 - ケン 役

2015年
- 『きかんしゃトーマス ファミリーミュージカル「ソドー島のたからもの」』 - ケン 役

2016年
- 『お遍路さんどうぞ』 - 葉子 役

2017年
- 『花・虞美人』 - アンサンブル

2018年
- 『リサとガスパール　THE MUSICAL ダンス!ダンス!ダンス!』 - バラディせんせい 役

### VP
- ベネッセ「こどもちゃれんじ」（2001年）